# Ernesto II, Duque de Saxe-Coburgo-Gota
Ernesto II (Coburgo, 21 de junho de 1818 – Friedrichroda, 22 de agosto de 1893) foi o duque soberano do Ducado de Saxe-Coburgo-Gota, reinando entre 1844 e a sua morte. Ernesto nasceu em Coburgo, filho de Ernesto III, Duque de Saxe-Coburgo-Saafeld (depois Ernesto I, Duque de Saxe-Coburgo-Gota), e da sua esposa, a princesa Luísa de Saxe-Gota-Altemburgo. Catorze meses depois, nasceu o seu irmão mais novo, o príncipe Alberto, que se tornou consorte da rainha Vitória do Reino Unido. O pai de Ernesto tornou-se duque de Saxe-Coburgo-Gota em 1826, devido a uma troca de territórios.
Em 1842, Ernesto casou-se com a princesa Alexandrina de Baden, num casamento do qual não nasceram filhos. Pouco depois, sucedeu ao seu pai como duque, quando ele morreu a 29 de janeiro de 1844. Enquanto duque reinante, Ernesto II apoiou a Confederação Alemã na Guerra de Schleswig-Holstein contra a Dinamarca, enviando milhares de tropas e tornando-se comandante do corpo alemão. Uma vez que ocupava essa posição, foi essencial para a vitória da Alemanha em 1849 contra a Dinamarca na Batalha de Eckernförde. Depois de o rei Oto da Grécia ser deposto em 1862, o governo britânico apresentou o nome de Ernesto como candidato à sucessão. No entanto, as negociações falharam por vários motivos, principalmente devido ao facto de Ernesto não estar disposto a trocar os seus amados ducados pelo trono da Grécia.
Ernesto apoiava a unificação da Alemanha e assistiu a vários movimentos políticos com grande interesse. Embora fosse um forte defensor do movimento liberal, surpreendeu muitos quando trocou de lado e apoiou os conservadores (e, eventualmente, vitoriosos) prussianos durante a Guerra Austro-Prussiana e a Guerra Franco-Prussiana que levaram à unificação da Alemanha. No entanto, o seu apoio aos conservadores teve consequências, uma vez que deixou de ser visto como um possível líder de um movimento político. Segundo a historiadora Charlotte Zeepvat, Ernesto ficou "cada vez mais perdido num mundo de diversões privadas que denegriram a sua imagem perante o mundo exterior."
A posição de Ernesto era muitas vezes associada ao seu irmão, o príncipe Alberto, marido da rainha Vitória. Os dois rapazes foram criados como se fossem gémeos e tornaram-se ainda mais próximos após a separação e divórcio dos pais, assim como após a morte da sua mãe. A relação entre os príncipes passou por fases de afastamento e de pequenas discussões à medida que os dois foram envelhecendo. Após a morte de Alberto em 1861, a relação de Ernesto com a rainha Vitória e os seus filhos foi-se deteriorando, assim como o seu ódio pelo Reino Unido, que o levou a publicar panfletos contra vários membros da Família Real Britânica. No entanto, apesar das duas diferenças políticas, Ernesto aceitou nomear o seu segundo sobrinho mais velho, o príncipe Alfredo, duque de Edimburgo, como seu herdeiro. Quando Ernesto morreu a 22 de agosto de 1893 em Reinhardsbrunn, Alfredo sucedeu-lhe no trono do ducado.

## Primeiros anos

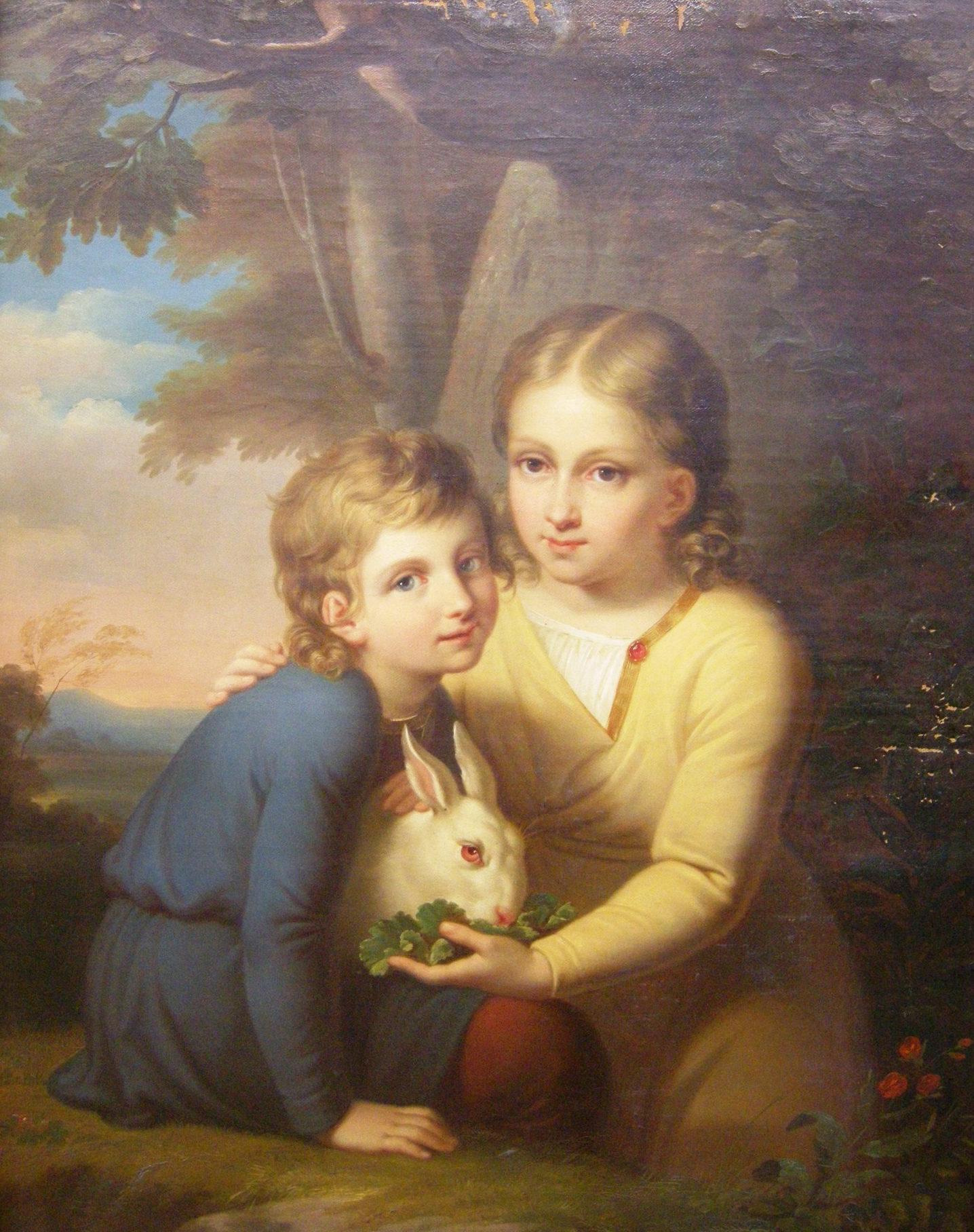
Ernesto (direita) com o irmão Alberto

Ernesto, príncipe-hereditário de Saxe-Coburgo-Saalfeld, nasceu no Palácio de Ehrenburg, em Coburgo, a 21 de junho de 1818. Era o filho mais velho de Ernesto III, duque de Saxe-Coburgo-Saalfeld, e da sua esposa, a princesa Luísa de Saxe-Gota-Altenburgo. Poucos meses depois, teve um irmão mais novo, o príncipe Alberto, que, mais tarde, se tornaria marido da rainha Vitória do Reino Unido. Apesar de o duque Ernesto ter vários filhos dos muitos casos amorosos que mantinha, os dois rapazes nunca tiveram mais irmãos legítimos. Em 1826, o seu pai sucedeu como Ernesto I, duque de Saxe-Coburgo-Gota devido a uma troca de territórios após a morte do tio do duque, Frederico IV, duque de Saxe-Gota-Altenburgo.
Existem vários relatos sobre a infância de Ernesto. Quando tinha catorze meses, uma criada comentou que Ernesto "corre por todo o lado como uma doninha. Estão a nascer-lhe os dentes e difícil de lidar por ser impaciente e muito agitado. Neste momento não é muito bonito, à exceção dos olhos negros". Em maio de 1820, a sua mãe descreveu-o como "muito grande para a idade, e inteligente. Os seus grandes olhos negros estão cheios de espirito e vivacidade". O biografo Richard Hough escreve que "logo desde a sua infância, era óbvio que o filho mais velho tinha herdado o caráter e a aparência do pai, enquanto que Alberto era mais parecido com a mãe em quase todos os aspetos". Ernesto e o irmão passavam grandes períodos de tempo com a avó, a duquesa-viúva de Saxe-Coburgo-Saalfeld até ela morrer em 1831.
Ernesto e Alberto foram criados e educados juntos, quase como se fossem gémeos. Apesar de Alberto ser catorze meses mais novo, era mais inteligente do que o irmão. De acordo com o tutor dos irmãos, "andavam juntos em quase tudo, no trabalho e na brincadeira. Tinham os mesmos interesses, as mesmas alegrias e as mesmas mágoas. Estavam unidos por um sentimento de amor mútuo". Talvez as "mágoas" referidas pelo tutor se referissem ao casamento dos pais. A união foi infeliz e Ernesto I foi sempre infiel. Em 1824, Ernesto I e Luísa divorciaram-se. Luísa deixou Coburgo e foi proibida de voltar a ver os filhos. Pouco tempo depois casou-se com Alexander von Hanstein, conde de Pölzig e Beiersdorf, mas acabaria por morrer em 1831, aos 30 anos de idade. No ano a seguir à sua morte, o pai de Ernesto e Alberto casou-se com a sua sobrinha, a princesa Maria de Württemberg, filha da sua irmã Antonieta. Por isso, a madrasta dos irmãos era também sua prima direita. O duque e a sua nova duquesa não eram próximos e não tiveram filhos, e, embora os dois rapazes tivessem uma boa relação com a sua madrasta, Maria não teve qualquer influência na vida deles. A separação e divórcio dos pais, assim como a morte da mãe marcou os rapazes e tornou-os muito próximos um do outro.
Em 1836, Ernesto e Alberto visitaram a sua prima, a princesa Vitória de Kent, que estava em idade de casar, e passaram algumas semanas em Windsor. Ambos os irmãos, mas principalmente Alberto, eram considerados pela família como possíveis candidatos à mão da jovem princesa, e ambos aprenderam a falar inglês. Inicialmente, o seu pai pensou que Ernesto seria um melhor marido para Vitória do que Alberto, talvez porque o seu interesse por desporto seria melhor visto pelo público britânico. No entanto, a maioria preferia Alberto. A nível temperamental, Vitória era muito mais parecida com Ernesto, uma vez que eram ambos animados e sociáveis, gostavam de dançar e de mexericos e eram muito espertos e inteligentes. Por outro lado, o ritmo frenético da corte, deixou Alberto doente. No entanto, não foi feita qualquer proposta a nenhum dos irmãos e eles voltaram para casa.
Ernesto entrou para o serviço militar mais tarde nesse ano. Em abril de 1837, Ernesto e Alberto mudaram-se com a sua comitiva para a Universidade de Bona. Seis semanas após o início do ano académico, Vitória sucedeu ao trono como rainha do Reino Unido. Uma vez que os rumores do seu casamento eminente entre Vitória e Alberto estavam a interferir com os seus estudos, os dois irmãos saíram da universidade a 28 de agosto de 1837, no final do semestre, e foram viajar pela Europa. Regressaram a Bona no início de novembro para continuar os estudos. Em 1839, os irmãos regressaram a Inglaterra, onde Vitória ficou muito agradada com Alberto e o pediu em casamento. Esta ligação teve muitas implicações no futuro de Ernesto. Por exemplo, foi escolhido para padrinho da segunda filha do casal, a princesa Alice, e acabaria por ser ele a levá-la ao altar no seu casamento que se realizou poucos meses depois da morte de Alberto.

## Casamento

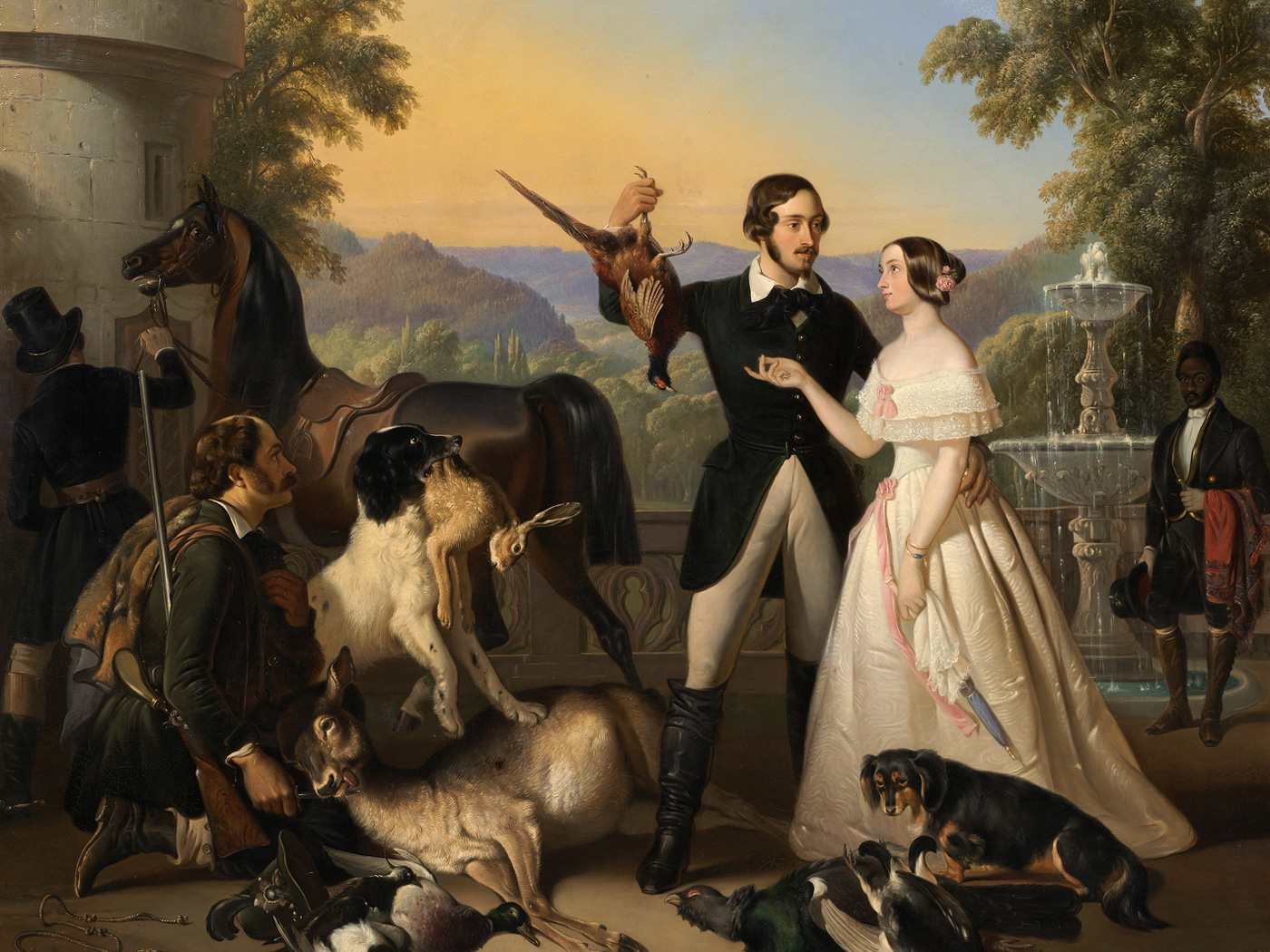
Ernesto II com a sua esposa Alexandrina

Foram apresentadas várias candidatas para se casarem com Ernesto. O seu próprio pai queria que ele se casasse com uma esposa com uma posição elevada como, por exemplo, uma grã-duquesa russa. Uma possibilidade foi a princesa Clementina de Orleães, uma filha do rei Luís Filipe I, que Ernesto conheceu numa visita à corte no Palácio das Tulherias. No entanto, esse casamento teria obrigado a noiva a converter-se do catolicismo para o luteranismo e, por isso, acabou por não dar em nada. Mais tarde, a princesa Clementina casou-se com o príncipe Augusto de Saxe-Coburgo-Gota. Ernesto também foi considerado pela rainha-viúva Maria Cristina para se casar com a sua jovem filha, a rainha Isabel II de Espanha, e pela rainha Vitória para a sua prima, a princesa Augusta de Cambridge.
Em Karlsruhe, a 3 de maio de 1842, Ernesto casou-se com a princesa Alexandrina de Baden, filha mais velha de Leopoldo, Grão-Duque de Baden, e da sua esposa, a princesa Sofia da Suécia, filha de Gustavo IV, o rei deposto da Suécia. Apesar de ter dado o seu consentimento, o seu pai ficou desiludido por o seu filho mais velho não ter escolhido uma noiva que servisse melhor os interesses de Coburgo. Não nasceram filhos deste casamento, apesar de, aparentemente, Ernesto ter tido pelo menos três filhos ilegítimos nos seus últimos anos de vida.
Ernesto sofria de uma doença venérea desde cerca dos 20 anos idade, provavelmente devido ao facto de viver uma vida louca e promíscua. Estas qualidades tinham sido herdadas do seu pai, que costumava levar os filhos a "experimentar os prazeres" de Paris e Berlim, para "horror e embaraço" de Alberto. A aparência de Ernesto foi de tal forma prejudicada pela doença que Sarah Lyttelton, uma dama-de-companhia da rainha Vitória, observou em Windsor, em 1839, que ele estava "muito magro, com o rosto encovado e pálido, e não se parece nada com o irmão, nem é muito bonito. Mas tem uns belos olhos escuros e cabelo negro, e uma figura elegante, e um olhar fantástico de sagacidade e ânsia". Mais tarde, nesse mesmo ano, Alberto aconselhou o irmão a esperar até recuperar completamente da sua "condição" antes de começar a procurar uma esposa. Também o avisou que, se continuasse com as suas promiscuidades, poderia não conseguir ter filhos. Alguns historiadores acreditam que, embora Ernesto conseguisse ter filhos, a sua doença poderá ter deixado a sua jovem esposa infértil.
À medida que os anos se foram sem que o casal tivesse filhos, Ernesto começou a distanciar-se cada vez mais da sua esposa e foi sempre infiel. Apesar disso, Alexandrina sempre foi dedicada ao marido e optou por ignorar as relações extraconjugais do marido que lhe chegavam ao conhecimento, e a sua lealdade tornou-se cada vez mais inacreditável para pessoas além do seu circulo familiar mais íntimo. Em 1859, depois de passar 17 anos sem ter filhos, Ernesto distanciou-se da sua esposa.

## Duque de Saxe-Coburgo-Gota
A 29 de janeiro de 1844, o pai de Ernesto morreu em Gota, um dos territórios que a sua família tinha adquirido recentemente. Em consequência, Ernesto sucedeu aos ducados de Saxe-Coburgo e Gota como Ernesto II.

### Desenvolvimento de uma constituição

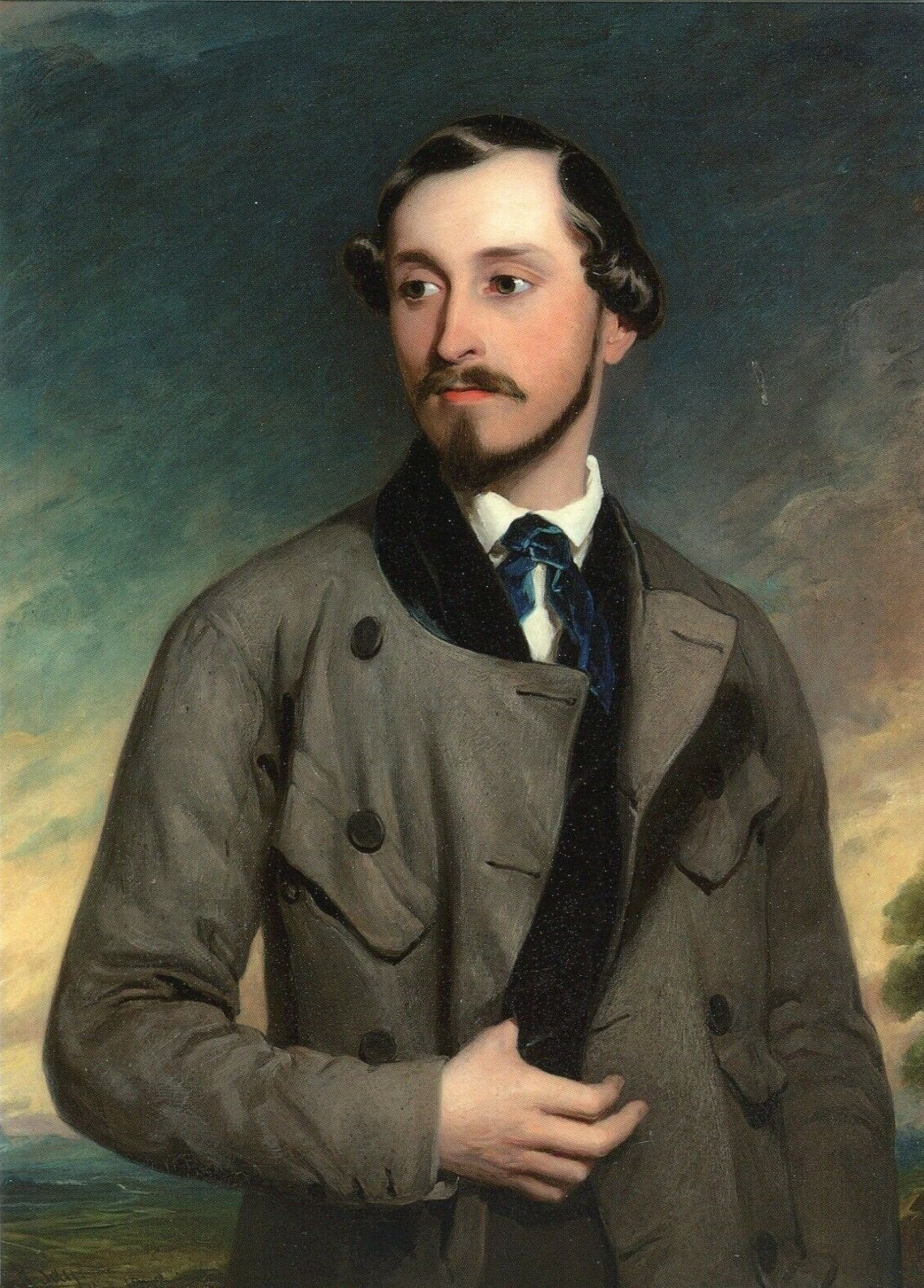
Retrato por Frederick Richard Say, 1848

Extremamente extravagante, Ernesto enfrentou problemas de dinheiro ao longo de todo o seu reinado. Em janeiro de 1848, visitou o seu irmão enquanto a Alemanha passava por um período político conturbado. Quando regressou, também descobriu que havia agitação em Coburgo. Uma das muitas preocupações relacionadas com as suas finanças. Apesar de ter recebido uma grande herança, Ernesto tinha também muitas dívidas. Havia cada vez mais vozes a pedir a nacionalização de grande parte da sua propriedade. Na verdade, Alberto teve de intervir a certo ponto para impedir que o seu irmão passasse pelo embaraço de perder uma das suas propriedades em Coburgo.
Durante a agitação política de 1848 na Alemanha, Alberto criou o seu próprio plano de reforma liberal, segundo o qual deveria haver um único monarca, chanceler e parlamento que unissem todos os estados da Alemanha; além disso, cada estado deveria preservar a sua dinastia. Uma vez que o plano também incluía o seu irmão, Ernesto recebeu uma cópia na esperança de o inspirar a criar a sua própria constituição liberal. Em consequência, Ernesto garantiu algumas conceções, mas a sua posição continuou firme, apesar de ter cada vez mais problemas com as suas dívidas. Foi escrita e promulgada uma constituição em 1849 em Gota, apesar de já existir uma em Coburgo desde 1821. Em 1852, ambas as constituições foram unidas numa, o que transformou a sua união pessoal nos dois ducados numa união real. Os dois ducados tornaram-se assim inseparáveis, com um conjunto de instituições comuns. Durante a turbulência política, as conceções esporádicas e o hábito de Ernesto de se juntar "ao seu povo nos seus prazeres" foram fundamentais para o impedir de perder o trono. Além disso, várias fontes da época afirmam que Ernesto eram um governante hábil, justo e muito popular, o que também pode ter ajudado a mantê-lo no poder.

### Guerras de Schleswig-Holstein
Entre 1848 e 1964, a Dinamarca e a Confederação Alemã combaterem pelo controlo dos dois ducados de Schleswig e Holstein. Historicamente, os ducados tinham sido governados pela Dinamarca desde a Idade Média, mas eram habitados, na sua maioria, por uma população alemã. Essa maioria revoltou-se quando o rei Frederico VII da Dinamarca anunciou a 27 de Março de 1848 que os ducados passariam a ser integrados completamente na Dinamarca ao abrigo da sua nova constituição liberal. A Prússia envolveu-se na disputa pouco tempo depois, dando apoio à revolta, o que levou ao início da Primeira Guerra de Schleswig. Inicialmente, Ernesto enviou 8 000 homens, aumentando o exército enviado pela Confederação Alemã. Além disso, queria um posto militar durante a guerra, mas o seu pedido foi recusado, uma vez que era "extremamente difícil oferecer-me um posto no exército de Schleswig-Holstein que correspondesse ao meu estatuto,", segundo as memórias do próprio. Ernesto aceitou um posto de comando mais pequeno, tendo liderado o contingente da Turíngia. Numa carta dirigida ao irmão, Ernesto comentou que "devia ter recusado outro posto de comando deste género, mas não consegui recusar este uma vez, tendo em conta o estado actual dos nossos estados, é importante mantermos o poder executivo nas nossas mãos". Como comandante das tropas alemãs, Ernesto foi essencial para vencer a batalha de Eckernförde contra as forças dinamarquesas a 5 de Abril de 1849, tendo capturada duas fragatas. Foi também nesta altura que Ernesto se interessou pelo Parlamento de Frankfurt e poderá ter acalentado a esperança de ser eleito Imperador da Alemanha, mas acabou por apoiar o rei Frederico da Prússia a aceitar essa posição, apesar de não ter tido sucesso. Ernesto também propôs a realização de uma conferência de príncipes alemães em Berlim em 1850, uma vez que estas ocasiões lhe davam a influência política que ele desejava.

### Relação com a rainha Vitória e o príncipe Alberto

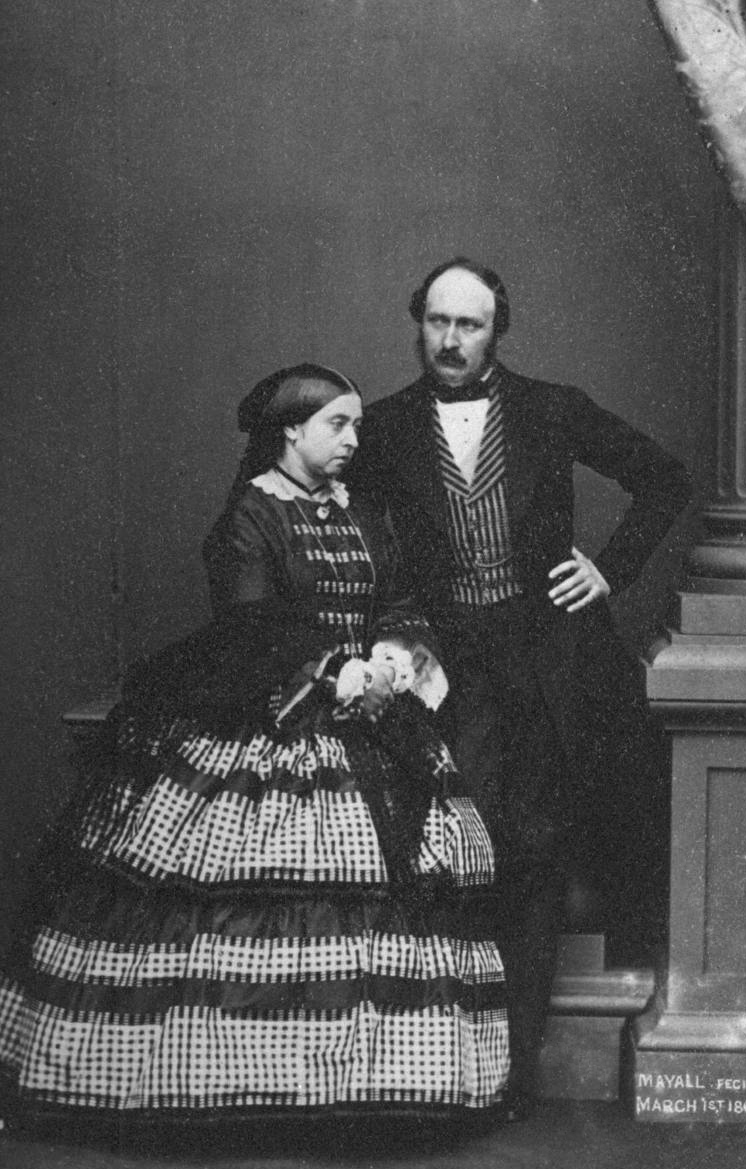
A rainha Vitória e o príncipe Alberto, cunhada e irmão de Ernesto

A primeira guerra terminou em 1851, mas o conflito rebentou novamente em 1864. Durante o período de tempo entre as duas guerras, Ernesto opôs-se ferozmente ao casamento do seu sobrinho Alberto Eduardo, príncipe de Gales (conhecido como 'Bertie') com a princesa Alexandra da Dinamarca, uma filha do futuro rei Cristiano IX da Dinamarca (e, assim, inimigo dos estados alemães). Ernesto acreditava que aquela união era uma provocação aos interesses da Alemanha. Alberto respondeu-lhe furioso: "O que tens a ver com isso? (...) A Vicky deu cabo da cabeça para nos ajudar a encontrar alguém e não conseguiu (...) não temos [outra] escolha [mais razoável]". Alberto concordou que a união iria suscitar problemas, mas não conseguia encontrar outra noiva e escreveu ao irmão que manter o assunto na esfera privada (e não o considerar como um assunto de estado) era "a única forma de impedir uma zanga com a Prússia e a única forma de manter o assunto nas nossas mãos, impor as condições que acharmos necessárias e, tanto quanto possível, retirar-lhe quaisquer implicações políticas". Alberto também avisou o seu filho dos esforços de Ernesto para interferir na união, comentando: "O teu tio (...) vai tentar interferir. A tua melhor defesa é evitar o assunto se ele falar nele".
Pouco depois de escrever estas cartas, Alberto morreu a 14 de Dezembro de 1861. A sua morte ajudou Ernesto a reparar a relação com a sua cunhada, uma vez que Vitória estava zangada com as objecções que Ernesto tinha relativamente ao enlace dinamarquês. Os dois irmãos tinham sempre sido próximos, independentemente das suas discordâncias, e a morte de Alberto deixou Ernesto a sentir-se "miserável", segundo Vitória escreveu numa carta dirigida à sua filha mais velha. No entanto, a sua morte não ajudou a resolver o seu desentendimento. Depois de ver que o seu envolvimento directo não levou Vitória a mudar de opinião, Ernesto tentou uma nova tactica. Começou a espalhar rumores sobre Alexandra e a sua família, afirmando que a mãe dela, a princesa Luísa, "teve filhos ilegítimos e Alexandra seduziu jovens oficiais". Também escreveu pessoalmente a Luísa, avisando-a de que Bertie era uma escolha infeliz para marido. Além de tudo isto, Ernesto também se encontrou com o sobrinho em Tebas, na Grécia, onde provavelmente o tentou convencer a não seguir em frente com a união. Numa carta datada de 11 de Abril, Vitória referiu com descontentamento à sua filha mais velha que "não me tinhas dito que o Bertie se tinha encontrado com o tio Ernesto em Tebas (...) fico sempre alarmada quando penso no tio Ernesto e no Bertie juntos, pois sei que o primeiro fará tudo ao seu alcance para pôr o Bertie contra o casamento com a princesa Alix". Apesar de todas as objecções de Ernesto, Bertie casou-se mesmo com a princesa Alexandra a 10 de Março de 1863.
A sua relação próxima com a corte inglesa concedia-lhe uma posição de grande influência e o casamento da sua sobrinha, a princesa Vitória, com o príncipe Frederico, herdeiro do trono da Prússia, fortaleceu ainda mais os seus laços com aquele país. Em 1862, ofereceu-se para disponibilizar as suas tropas ao rei da Prússia, caso o reino entrasse em guerra. No entanto, o seu liberalismo levantava suspeitas na Alemanha de influência Coburgo. Os conservadores prussianos não demoraram a virar-se contra ele, principalmente o chanceler Otto von Bismark.
Durante a Guerra Civil Americana, o duque nomeou Ernst Raven para a posição de cônsul no estado do Texas. A 30 de Julho de 1861, Raven candidatou-se a uma posição diplomática no Governo da Confederação e foi aceite.

### Nomeação para o trono da Grécia

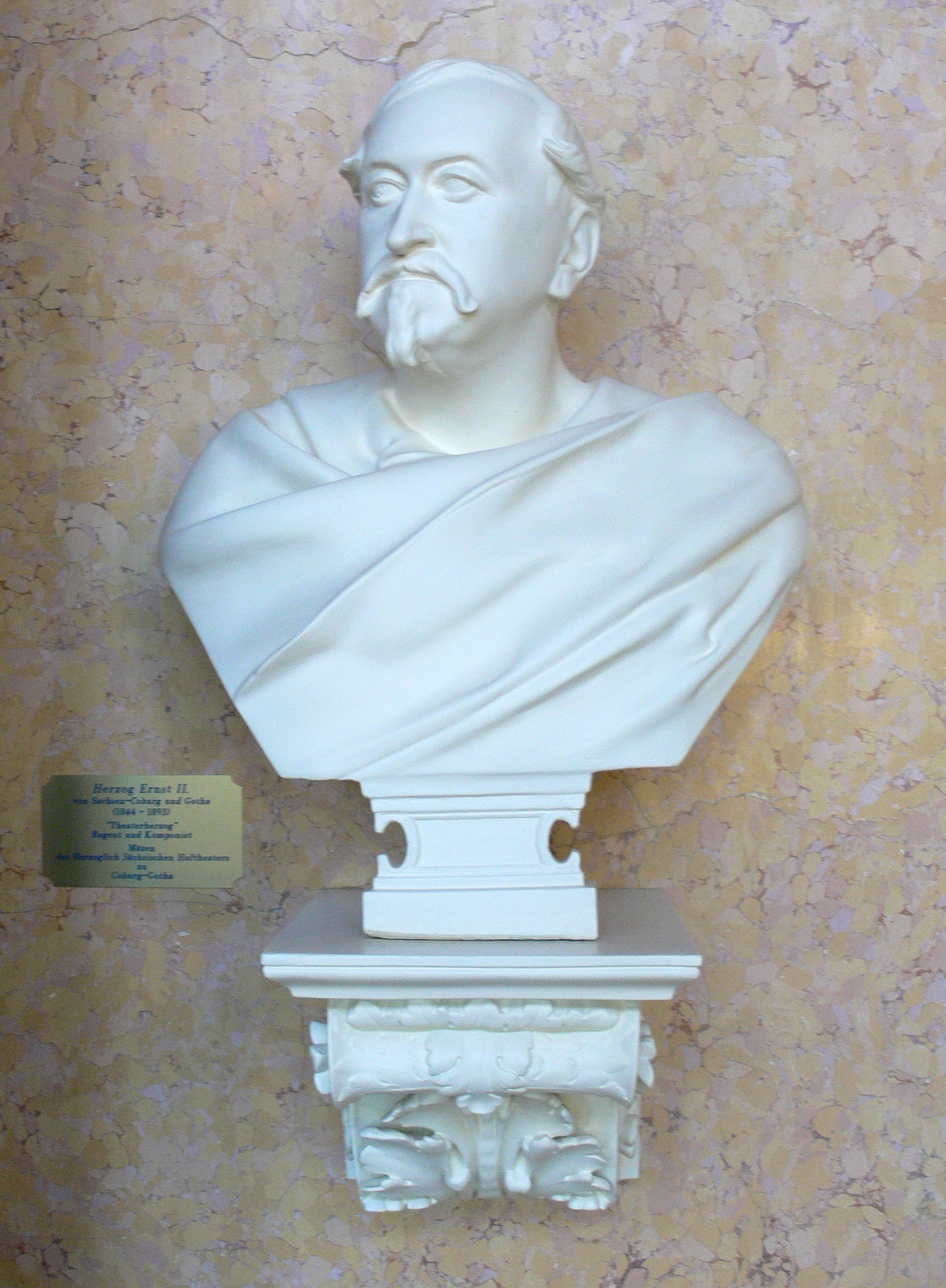
Busto de Ernesto II

A 23 de Outubro de 1862, o príncipe Oto da Baviera, rei da Grécia, foi deposto num golpe pacífico. Os gregos ansiavam por um governante com laços próximos à Grã-Bretanha e à rainha Vitória para substituir Oto; alguns desejavam que o sucessor fosse o príncipe Alfredo, duque de Edimburgo (o segundo filho da rainha). O príncipe chegou mesmo a ser eleito com 95% dos votos no referendo que se realizou em 1862, no entanto, depois de confirmada a sua ilegibilidade, os gregos começaram a procurar outros candidatos, incluindo o duque Ernesto, que tinha sido sugerido pelo governo britânico. A lógica do governo e da rainha para esta sugestão prendia-se com o facto de que, ao aceitar o trono da Grécia, Ernesto permitiria que o seu sobrinho Alfredo o sucedesse imediatamente como duque de Saxe-Coburgo-Gota (uma vez que o príncipe de Gales tinha transmitido os seus direitos de sucessão ao ducado ao seu irmão mais novo). Havia várias figuras a favor da sua nomeação, incluindo o primeiro-ministro, Lord Palmerston e também a cunhada de Ernesto. Numa carta dirigida ao seu tio, o rei Leopoldo I da Bélgica, Vitória afirmou que apoiava a criação de um novo reino para o ramo de Saxe-Coburgo-Gota (sendo que Leopoldo tinha sido nomeado rei dos belgas em 1831) e também manifestou o desejo de que o seu segundo filho, Alfredo, sucedesse ao seu tio no ducado. No entanto, à medida que as negociações foram avançando, Vitória foi perdendo o entusiasmo pela ideia.
Havia problemas com a nomeação; Ernesto não tinha filhos legítimos e, por isso, teria de adoptar um dos príncipes da sua casa real para o suceder como rei da Grécia. Para resolver este problema, Ernesto sugeriu a Palmerston que ficasse apenas com o título de regente da Grécia e ficaria responsável pelo reino apenas até escolher um herdeiro para o suceder. Também estipulou que, caso aceitasse o trono, as restantes potências mundiais teriam de lhe conceder determinadas garantias. No entanto, o que levou à rejeição definitiva do acordo foi o facto de Ernesto querer ficar com o trono da Grécia ao mesmo tempo que mantinha o controlo dos seus ducados mais "seguros". O governo britânico acabaria por considerar estas condições inaceitáveis. Depois de as suas recomendações terem sido recusadas, Ernesto também acabaria por recusar o trono. Em 1863, o trono foi aceite por outro membro da família real: o irmão mais novo da princesa de Gales, o príncipe Guilherme da Dinamarca. Mais tarde, Ernesto comentou: "Sempre achei uma sorte que este cálice não me tenha calhado a mim".

### Guerra Austro-Prussiana e Guerra Franco-Prussiana

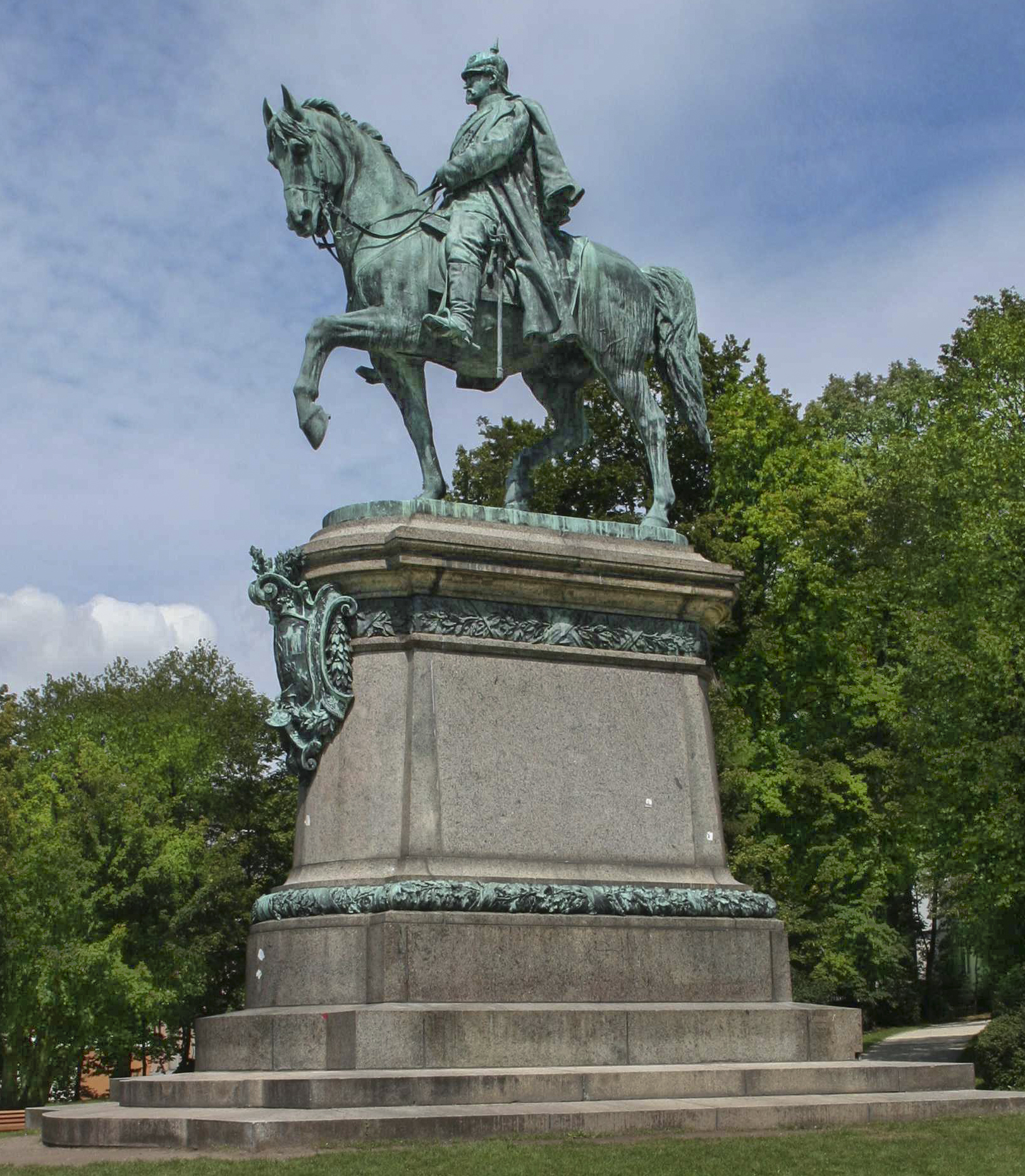
Estátua de Ernesto em Coburgo

Tal como o irmão, Ernesto apoiava a criação de um estado alemão único e unificado. Para tentar cumprir este objectivo, Ernesto mostrava o seu apoio ao sistema político que prometesse ter mais sucesso nesta ventura. Subsequentemente, assistiu ao crescimento do liberalismo na Alemanha com muito interesse e tentou fortalecer as suas ligações com os líderes do movimento. Durante a vida de Alberto, Ernesto interessou-se pelo movimento pela reforma e era considerado um progressista na Alemanha. A sua opinião favorável do liberalismo levou a que o seu ducado se tornasse num refúgio de outros estados alemães. Em 1863, esteve presente na Conferência de Frankfurt, um evento que foi deliberadamente evitado pela Prússia, um estado mais conservador. Apesar de a sua presença não ter favorecido a sua relação com a Prússia, Ernesto criou contactos de tal forma fortes com a Áustria que muitos o viram como um possível líder no conflito que escalava entre os estados do norte e do sul. No entanto, Ernesto estava farto dos conselhos que o seu irmão Alberto lhe dava sobre o assunto, uma vez que "não se sentia, de forma alguma, interessado em aceitar um tipo de governação energético como o que eu [Alberto] adoptei logo depois para aperfeiçoar o sistema constitucional", segundo as cartas de Alberto.
A Guerra Austro-Prussiana de 1866 surgiu do desejo dos líderes conservadores da Alemanha para unificarem os estados, embora em termos diferentes dos que eram defendidos pelos seus homólogos liberais. Ernesto suplicou aos líderes conservadores que evitassem a guerra e defendeu energeticamente a causa austríaca. Apesar de, normalmente, Ernesto apoiar políticas mais liberais do que os seus homólogos, começou a mudar a sua posição política e a apoiar Bismarck em meados da década de 1860. Apesar da mudança nas suas opiniões políticas privadas, continuava a ter laços públicos fortes com a Áustria, onde o seu primo Alexandre, Conde Mensdorff, era Ministro dos Negócios Estrangeiros e ninguém previu que Ernesto ficaria imediatamente do lado da Prússia, que estava mais preparada, quando rebentou a guerra. A sua lógica poderia ser agir no melhor interesse dos ducados e também no seu próprio interesse. Bismarck teve alguma influência na sua decisão depois de lhe enviar uma carta onde explicava a sua política e tácticas. Independentemente dos seus motivos, os seus antigos aliados viram esta decisão como uma traição. A rainha Vitória comentou que Ernesto "poderia ter concordado em manter-se neutro, uma vez que isso poderia ter sido necessário, mas não acho bem que tenha mudado de posição."
O apoio de Ernesto à Prússia foi acertado, uma vez que o país venceu a guerra. Pelos seus serviços, Ernesto recebeu a floresta de Schmalkalden Muitos outros duques, príncipes e reis alemães que tinham apoiado a Áustria foram prejudicados pelos Hohenzollern. Hanôver, Hesse-Cassel e Nassau, entre outros, foram anexados pela Prússia, perdendo os seus respectivos governantes. Apesar de Ernesto ter mudado a sua opinião política há pouco tempo, teve permissão para cavalgar em frente do seu batalhão durante a parada de vitória. A sua sobrinha mais velha, a princesa-herdeira Vitória ("Vicky") estava satisfeita com o apoio que o tio deu à Prússia, comentando: "não estou habituada a ouvir tantos elogios a Coburgo por aqui. [Ernesto] não estava entre os inimigos esmagados e derrotados. Já é triste o suficiente ver tantos dos nossos amigos a sofrer as consequências das suas más decisões". O marido de Vitória, o príncipe-herdeiro Frederico também ficou satisfeito com a decisão de Ernesto, tendo escrito no seu diário a 28 de Setembro de 1871 que "a amizade do duque dá-me sempre um prazer particular, principalmente (...) quando o coração dele bate fortemente pela Alemanha".

O apoio de Ernesto à Prússia durante a Guerra Austro-Prussiana e, mais tarde, na Guerra Franco-Prussiana fez com que deixasse de ser o líder de um movimento político. Apesar de ter conseguido manter os seus ducados, a sua posição teve um preço. De acordo com a historiadora Charlotte Zeepvat, Ernesto "sentia-se cada vez mais perdido num furacão de divertimentos privados que eram censurados pelo mundo exterior". Ernesto canalizou as suas opiniões políticas para a vida privada, preferindo escrever artigos patrocinados na imprensa de Coburgo que mostravam cada vez mais desagrado para com a Inglaterra. Em 1886, Ernesto publicou o panfleto "Co-Regentes e a Influência Estrangeira na Alemanha", que enfureceu profundamente a sua família. Apesar de ter escrito de forma anónima, ninguém duvidou que o autor era Ernesto. Atacava Vicky, acusando-a de ser uma alemã desleal que dependia demasiado da mãe e declarava que ela tinha sido demasiado indiscreta por lhe ter transmitido informações confidenciais durante os períodos de guerra e paz. A rainha Vitória ficou furiosa, escrevendo a Vicky: 
"o que me contaste sobre o tio E. e aquele panfleto é simplesmente monstruoso. Garanto-te que tive muita dificuldade em escrever-lhe no aniversário dele, mas enviei uma carta curta e o mais fria que consegui sem perder o meu civismo". "O querido tio Ernesto prejudica-nos gravemente a todos com as suas excentricidades, língua incontrolável e imaginação muito fértil".

### Últimos anos

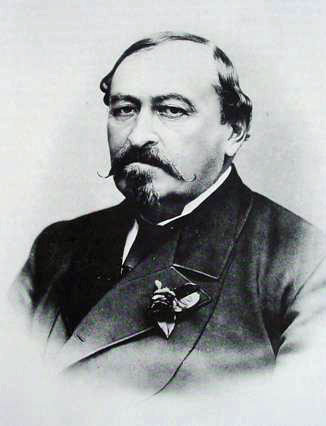
Ernesto em seus últimos anos

Nos últimos anos do seu reinado, as acções de Ernesto conseguiram enfurecer sempre a sua cunhada. Apesar de Vitória adorar Ernesto por ser o irmão de Alberto, não gostou do facto de ele escrever as suas memórias, preocupando-se que o seu conteúdo pudesse incluir referências ao seu falecido marido. Apesar das suas disputas, Ernesto continuou a encontrar-se com Vitória e a sua família ocasionalmente. Em 1891, os dois encontraram-se em França. A dama-de-companhia e Vitória comentou: 
"o velho duque de Saxe-Coburgo-Gota esteve cá hoje com a esposa. É o único irmão do príncipe-consorte e tem um aspecto horrível. A rainha não gosta nada dele. Está sempre a escrever panfletos anónimos contra a rainha e a imperatriz Frederico (a filha mais velha da rainha Vitória), o que, naturalmente, irrita profundamente a família".
Ao longo do seu reinado, Ernesto sempre foi conhecido como um homem extravagante e mulherengo. Á medida que foi envelhecendo, Ernesto passou a gostar dos rumores de que era alvo e tornou-se num "roué completamente desconceituado que gosta do escândalo provocado pelas suas acções", levando Vicky a declarar que o seu tio era "o seu próprio inimigo". O seu comportamento e forma de se vestir passaram a ser cada vez mais motivo de chacota para as novas gerações. A sua sobrinha-neta, a princesa Maria de Edimburgo descreveu mais tarde Ernesto como "um velho beau, comprimido dentro de um fato demasiado apertado para a figura dele e desconfortável na cintura, de cartola, luvas amarelas e um botão de rosa na lapela". Ganhou peso e, apesar de teoricamente, ter uma grande fortuna, estava sempre endividado.
Um músico excelente e compositor amador, Ernesto apoiava as artes e ciências de Coburgo, atribuindo prémios e títulos com frequência a membros do mundo artístico e cientifico tais como Paul Kalisch, um cantor de ópera alemão e ao químico inglês William Ernest Bush. Ernesto compôs canções, hinos e cantatas bem como peças de ópera que foram encenadas, nomeadamente Die Gräberinsel (1842), Tony, oder die Vergeltung (1849), Casilda (1851), Santa Chiara (1854), e Zaïre que teve bastante sucesso na Alemanha. Também sabia desenhar e tocava piano. Uma das suas óperas, Diana von Solange (1858), levou Franz Liszt a escrever uma peça orquestral chamada Festmarsch nach Motiven von E. H. z. S.-C.-G., S.116 (E. H. z. S.-C.-G. eram as iniciais de Ernst Herzog zu Sachsen-Coburg-Gotha). No entanto, a sua produção na Metropolitan Opera em Nova Iorque em 1890 teve uma fraca recepção e levou mesmo um espectador a comentar que "a música simplesmente não prestava". Ernesto era um caçador e desportista ávido. Um contemporâneo comentou que ele era "um dos principais e melhores desportistas deste século". Além disso, Ernesto apoiava entusiasticamente tudo relacionado com História Natural, por exemplo, quando viajou para a Etiópia com o zoologista alemão Alfred Brehm em 1862. Essa viagem foi descrita num livro, "Reise des Herzogs Ernst von Sachsen-Koburg-Gotha nach Ägypten", publicado no mesmo ano. Também publicou as suas memórias em três volumes: "Aus meinem Leben und aus meiner Zeit" (1888–1890).
Ernesto II morreu em Reinhardsbrunn a 22 de agosto de 1893, após uma breve doença. "Quando a notícia da morte do duque chegou até ao nosso Hinter-Riss, as pessoas ficaram profundamente consternadas. Tinha sido entre elas que o príncipe e a duquesa tinham passado, como diziam com frequência, os dias mais felizes das suas vidas longas e preenchidas. Perderam um mestre gentil e muito querido e um bom amigo que estava sempre disposto a ajudar quando era preciso. Foi preciso meio século para conquistar o afeto e confiança destas pessoas duras e independentes da montanha e a sua memória estará, daqui a um século, tão verde como as faias e os pinheiros que se agarram tão ferozmente à sua rocha nativa; e as palavras do popular duque serão faladas quando, pelo mundo, o seu nome for recordado apenas pelos historiadores. A faca de caça do desportista morto, que tantas vezes o vi segurar na sua mão forte, está perante mim, uma recordação muito amada, que me foi enviada gentilmente pela pobre duquesa-viúva algumas semanas depois do funeral que ocorreu no dia 28 de agosto de 1893 . Vai lembrar-me para sempre não do príncipe desportista, mas sim de um príncipe entre os desportistas."

### Primária
- Baillie-Grohman, William Adolph (1896). Sport in the Alps in the Past and Present: An Account of the Chase of the Chamois, Red-deer, Bouquetin, Roe-deer, Capercaillie, and Black-cock, with Personal References and Historical Notes and Some Sporting Reminisces of H.R.H. the Late Duke of Saxe-Coburg-Gotha. London: Scribner
- Saxe-Coburg and Gotha, Duke Ernest II of (1888). Memoirs of Ernest II: Duke of Saxe-Coburg-Gotha. London: Remington & Co. Publishers, quatro volumes.

### Secundária
- Alden, Raymond; George Berry; Ernest I. Bogart;  et al. (1918). The Encyclopedia Americana: A Library of Universal Knowledge, Volume 10. New York: The Encyclopedia Americana Corporation
- Allinson, A.R. (2006). The War Diary of the Emperor Frederick III - 1870 - 1871. [S.l.]: Home Farm Books. ISBN 1-4067-9995-5
- Berwanger, Eugene H. (1994). The British Foreign Service and the American Civil War. Lexington, KY: University Press of Kentucky. ISBN 0-8131-1876-X
- Coit Gilman, Daniel; Harry Thurston Peck; Frank Moore Colby (1903). The New International Encyclopædia, Volume 6. Nova Iorque: Dodd, Mead, and Company
- D'Auvergne, Edmund Basil (1911). The Coburgs: The Story of the Rise of a Great Royal House. Nova Iorque: James Pott & Company. ISBN 1-120-85860-7. The Coburgs: The Story of the Rise of a Great Royal House.
- Feuchtwanger, E.J. (2006). Albert and Victoria: The Rise and Fall of the House of Saxe-Coburg-Gotha. Londres: Hambledon Continuum. ISBN 1-85285-461-8
- Gill, Gillian (2009). We Two: Victoria and Albert: Rulers, Partners, Rivals. Nova Iorque: Ballatine Books. ISBN 978-0-345-52001-2
- Grey, Hon. Charles (1868). The Early Years of His Royal Highness The Prince Consort. Nova Iorque: Harper & Brothers Publishers. The Early Years of His Royal Highness The Prince Consort.
- Headlam, James Wycliffe (1911). «Ernest II.». In:  Chisholm, Hugh. Encyclopædia Britannica (em inglês) 11.ª ed. Encyclopædia Britannica, Inc. (atualmente em domínio público)
- Hibbert, Christopher (2007). Edward VII: The Last Victorian King. New York: Palgrave Macmillan
- Hough, Richard (1996). Victoria and Albert. Nova Iorque: St. Martin's Griffin. ISBN 0-312-30385-8. (pede registo (ajuda)). Victoria and albert.
- Kenning, George (1878). Kenning's Masonic Encyclopedia and Handbook of Masonic Archeology, History and Biography. Londres: Kessinger Publishing. ISBN 0-7661-6526-4
- Packard, Jerome M. (1998). Victoria's Daughters. Nova Iorque: St. Martin's Press. ISBN 0-312-24496-7. (pede registo (ajuda))
- Pakula, Hannah (1997). An Uncommon Woman: The Empress Frederick, Daughter of Queen Victoria, Wife of the Crown Prince of Prussia, Mother of Kaiser Wilhelm. Nova Iorque: Simon and Schuster Inc. ISBN 0-684-84216-5
- Weintraub, Stanley (1997). Uncrowned King: The Life of Prince Albert. Londres: John Murray Inc. ISBN 0-7195-5756-9
- Zeepvat, Charlotte (julho de 2000). «The Queen and Uncle E». Royalty Digest. X (109): 1-7. Consultado em 16 de fevereiro de 2010. Cópia arquivada em 19 de setembro de 2009